# Zakrslost chryzantém

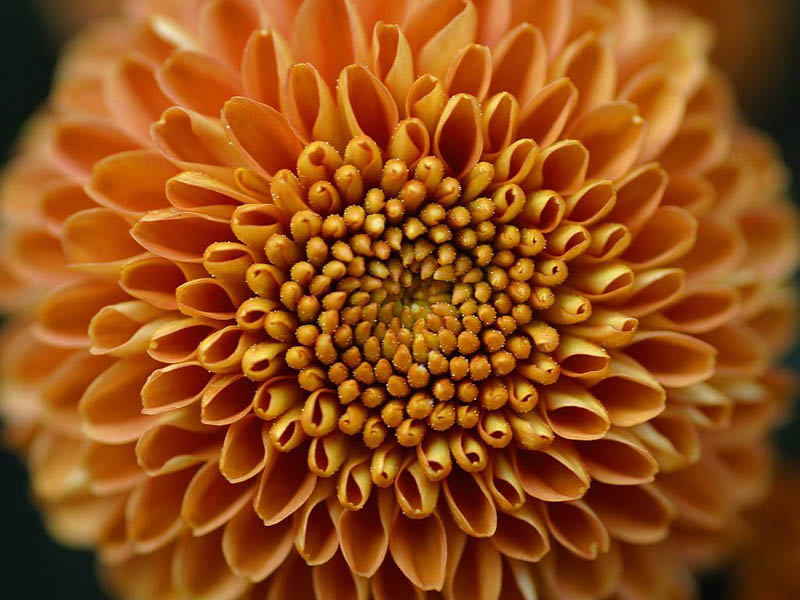
Ilustrativní snímek, chryzantéma.

Zakrslost chryzantém je choroba chryzantém způsobená viroidem (Chrysanthemum stunt viroid (CSVD00)). Zakrslost chryzantémy byla původně považována za virovou infekci.

## Rozšíření
První záznam o zakrslosti chyzantém pochází ze Spojených států z roku 1945, kde závažně škodila na rostlinách chryzantém. V následujících byla choroba zaznamenána v dalších zemích celého světa. V současnosti se široce rozšířila do takřka většiny zemí světa, ve kterých se chryzantémy pěstují. V zemích jako je Nizozemsko, Japonsko či Kanada bylo v poslední době zjištěno šíření i na jiné druhy rostlin.

### Výskyt v Česku
V roce byl poprvé úředně potvrzen výskyt CSVd v Česku na rostlinách chryzantémy. Jednalo se o jednu lokalitu. Další výskyty byly zaznamenány roku 2009 v několika komerčních pěstírnách. Původ infekcí nebyl zcela prokázán, ale nejpravděpodobnějším zdrojem byly dodávky řízků chryzantém z jiných států Evropské unie. Roku 2010 byl v Česku výskyt potvrzen u rostlin a řízků chryzantém dodaných z Belgie, Německa a Polska. V Česku byl nově prokázán výskyt CSVd i u lilku jasmínovitého.

### Výskyt ve Slovinsku
Asi ve stejnou dobu jako v Česku byl tento patogen nalezen i ve Slovinsku a to na stejných odrůdách. Jednalo se o rostliny dovezené z Německa.

## Hostitel
Celkem bývá napadáno 39 druhů, avšak na některých nejsou znatelné příznaky napadení.
- chryzantéma (Chrysanthemum L.) je hlavní hostitelskou rostlinou.
- Tanacetum parthenium
- Dendranthema indicum
- kopretinovec dřevnatý (Argyranthemum frutescens)
- jiřina (Dahlia)
- petúnie (Petunia)
- sporýš (Verbena)
- lilek jasmínovitý (Solanum jasminoides)
- nestařec (Ageratum)
- cinerárie zahradní (Pericallis x hybrida)
- barvínek větší (Vinca major)
- řebříček Achillea spp.,
- Ambrosia trifida
- Anthemis tinctoria
- chrpa Centaurea cyanus
- Echinacea purpurea
- Emilia javanica
- Gynura aurantiaca
- Heliopsis pitcheriana
- Liatris pycnostachya
- Venidium fastuosum and
- cínie Zinnia elegans